# Сайун
Сайун — город в регионе Хадрамаут в Йемене, самый большой город в долине Хадрамаут (Вади-Хадрамаут).

## Описание города
Главной достопримечательностью является Дворец султана Аль Катири, первоначально сооруженный в 19 веке как форт, а в 1920 году перестроенный под резиденцию султана Аль Катири. Это одно из наиболее изысканных сооружений подобного рода в стране. Окруженный зеленью пальм и желтизной утесов высокий белый колосс с красивыми синими окнами в наши дни служит пристанищем для краеведческого музея, имеющего обширную коллекцию археологических находок, предметов декоративно-прикладных промыслов и различных предметов и вещей, некогда принадлежавших местным правителям.
С крыши дворца открывается замечательный вид на город. Город также славится мечетями и гробницами султанов. Мечеть Al-Haddad, находящаяся к югу от кладбища и гробница Al-Habshi, находящаяся за кладбищем, которая представляет собой пирамидальное сооружение. Тут можно купить Madhalla — «колпак ведьмы», который носят пастухи в Хадрамауте. В 10 км от города по дороге на Тарим справа на горе находится могила эмигранта Ахмета Бин Эйза. Она представляет собой красивое белое здание на склоне горы с помпезной зигзагообразной лестницей.
В городе работает аэропорт, обслуживающий и близлежащие города, например, Тарим, откуда осуществляются рейсы в Джидду, Абу-Даби, Сану и др.

## История
В древние времена Сайун был важным центром на Пути Благовоний.
Горное племя Хамдани (англ. Hamdani) с окрестностей Сааны расширило владения до Вади Хадрамаут и основало Сайун в 1494 году. Так в XV веке Сайун стал столицей правителей из рода Катири. Их лидером стал Амир Бадр Ибн Катири Таварик, основатель династии Катири, который как султан правил городом и его окрестностями с 1516 года.
Со временем султанат Катири вошел в состав британского протектората Аден.
Летом 1974 года в Сайуне прошел первый конгресс женщин Йемена.

## Почтовые марки

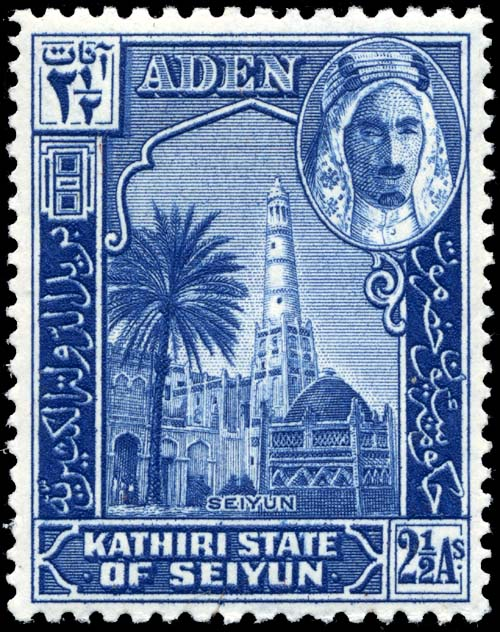
Почтовая марка 1942 года с изображением султана и столицы султаната Катири.

Существуют почтовые марки, на которых Сайун обозначается как часть государства Катири.